# District de Charlottenbourg
Le district de Charlottenbourg est l'une des anciennes subdivision administratives de Berlin créée lors de la constitution du « Grand Berlin » en 1920.

Après la Seconde Guerre mondiale, elle fera partie du secteur d'occupation britannique de Berlin-Ouest.
Lors de la réforme de 2001, le district fut intégré à l'arrondissement de Charlottenbourg-Wilmersdorf et correspond aux actuels quartiers de :
- 0401 Berlin-Charlottenbourg
- 0405 Berlin-Westend
- 0406 Berlin-Charlottenbourg-Nord